# 小沢淳
小沢 淳（おざわ じゅん）は日本のライトノベル作家。

## 来歴
1991年に講談社X文庫ホワイトハートから『金と銀の旅』、続いて角川スニーカー文庫から『破壊王の剣』でデビュー。
2000年頃までに講談社ノベルズ、小学館キャンバス文庫等で多数の著作を出版する。
2025年現在は、AmazonにおいてKindleやペーパーバックなど主に自己プロデュースで作家活動を行っている。

## 人物
- 星座は天秤座、血液型はA型。

## 代表作
出典
- Tales From Third Moon シリーズ（講談社X文庫ホワイトハート、1991年 - 1997年）
  - 金と銀の旅 ﾑｰﾝ・ﾌｧｲｱｰ・ｽﾄｰﾝ1
  - 銅の貴公子 ﾑｰﾝ・ﾌｧｲｱｰ・ｽﾄｰﾝ2
  - 極彩の都 ﾑｰﾝ・ﾌｧｲｱｰ・ｽﾄｰﾝ3
  - 月光の宝珠 ﾑｰﾝ・ﾌｧｲｱｰ・ｽﾄｰﾝ4
  - 青い都の婚礼 ﾑｰﾝ・ﾌｧｲｱｰ・ｽﾄｰﾝ5
  - 女神の祝祭日
  - 魔術師の弟子 上
  - 魔術師の弟子 下
  - 一角獣の道 ﾑｰﾝﾗｲﾄ・ﾎｰﾝ1
  - 月下の出航 ﾑｰﾝﾗｲﾄ・ﾎｰﾝ2
  - 星と闇の王 ﾑｰﾝﾗｲﾄ・ﾎｰﾝ3
  - 海の真珠 ﾑｰﾝﾗｲﾄ・ﾎｰﾝ4
  - 金色の少年 ﾑｰﾝﾗｲﾄ・ﾎｰﾝ5
  - 茜の大陸 ﾑｰﾝﾗｲﾄ・ﾎｰﾝ6
  - 神聖王国の虜 ﾑｰﾝﾗｲﾄ・ﾎｰﾝ7
  - 密林の聖獣 ﾑｰﾝﾗｲﾄ・ﾎｰﾝ8
  - 深緑の騎士
  - 石像はささやく

- Millennium Larentia シリーズ（角川スニーカー文庫、1991年 - 1992年）
  - 破壊王の剣
  - 黄金の守護者 千年王国ﾗﾚﾝﾃｨｱの物語1
  - 赤い月の神殿 千年王国ﾗﾚﾝﾃｨｱの物語2
  - 薄闇の女王 千年王国ﾗﾚﾝﾃｨｱの物語3
  - 蒼き炎の名 千年王国ﾗﾚﾝﾃｨｱの物語4
  - 覇者の王国 千年王国ﾗﾚﾝﾃｨｱの物語5

- ノベライズ版「世にも奇妙な物語」3巻（太田出版、1991年）[3] - 「息づまる食卓」「帰れない」「見知らぬ私」「闇の精霊たち」「さよなら6年2組」「王様の耳はロバの耳」ほか